# やまがたZIP!
『やまがたZIP!』（やまがたジップ）は、2012年10月20日から山形放送（YBCテレビ）で放送されているドキュメンタリー番組である。放送時間は毎月第3土曜 9:40 - 9:55。

## 概要
山形県で頑張る人々の姿を描いた15分間のヒューマンドキュメンタリー番組。日本テレビ系列局で放送されている平日朝の帯番組『ZIP!』のスピンオフ番組である。

## 放送内容
※特記以外はYBCアナウンサー。ナレーターが2人いる場合には、後者が朗読を担当している。
| 回     | 放送日         | タイトル                                                         | ナレーター                                  |
| ------ | -------------- | ---------------------------------------------------------------- | ------------------------------------------- |
| 1      | 2012年10月20日 | ダム奥のムラを見つめて                                           | 佐伯敏光                                    |
| 2      | 2012年11月17日 | 千年の語り部                                                     | 小川香織 山本浩一                           |
| 3      | 2012年12月15日 | ないしょ話童謡祭〜童謡詩人・結城よしをのメッセージ〜             | 松下香織 山本浩一                           |
| 4      | 2013年1月19日  | 私はここで生きる〜ダム奥のムラを見つめて vol.2〜                 | 大木瞳美                                    |
| 5      | 2013年2月16日  | 飛島 "ナースの冬越え"                                            | 大木瞳美                                    |
| 6      | 2013年3月16日  | 歌姫になりたい〜工藤綾乃・18歳の旅立ち〜                         | 佐伯敏光                                    |
| 7      | 2013年4月20日  | 僕らの飲みニケーション〜就労支援!居酒屋プロジェクト〜            | 川口満里奈                                  |
| 8      | 2013年5月18日  | 普段着の山形                                                     | 川口満里奈 安藤勲                           |
| 9      | 2013年6月15日  | ある農民詩人の記録                                               | 佐伯敏光 大木瞳美                           |
| 10     | 2013年8月17日  | ひじおりの灯                                                     | 川口満里奈                                  |
| 11     | 2013年9月21日  | 社長の〝かばん持ち〟は女子大生                                   | 松下香織                                    |
| 12     | 2013年10月19日 | 花は咲けども 物言う農家、8代目。                                 | 松下香織                                    |
| 13     | 2013年11月16日 | グランドキャバレー〜酒田・白ばら物語〜                           | 佐伯敏光                                    |
| 14     | 2013年12月21日 | 漁師の祝い酒守る兄弟                                             | 青山有紀                                    |
| 15     | 2014年1月18日  | ペレットマンとモミ殻マンの挑戦〜エネルギーの地産地焼を目指して〜 | 大木瞳美                                    |
| 16     | 2014年2月15日  | 僕らの居酒屋プロジェクト 孤立する若者を救え!                     | 川口満里奈                                  |
| 17     | 2014年3月15日  | 歌姫になりたい 第2章〜工藤あやの・夢の舞台へ〜                   | 佐伯敏光                                    |
| 18     | 2014年4月19日  | ものづくりはひとづくり                                           | 松下香織                                    |
| 19     | 2014年5月17日  | 震災から3年 酒蔵の兄弟が見つめる未来                             | 青山有紀                                    |
| 20     | 2014年6月21日  | ダム奥のムラを見つめて vol.3                                     | 佐伯敏光                                    |
| 21     | 2014年7月19日  | クマと放射能〜マタギ文化に落とす影〜                             | 松下香織                                    |
| 22     | 2014年8月16日  | 戦後69年目の夏 なぜ、帰らなかったのか                            | 安藤勲                                      |
| 23     | 2014年9月20日  | ネギの星 寅ちゃん                                                | ミッチーチェン（漫才師）                    |
| 24     | 2014年10月18日 | 老舗和菓子店 八代目の挑戦                                        | 松下香織                                    |
| 25     | 2014年11月15日 | 食の都の礎を築いたシェフ                                         | 松下香織                                    |
| 26     | 2014年12月20日 | ずっと一緒に〜ALSと闘う家族〜                                    | 小坂憲央 青山有紀                           |
| 27     | 2015年1月17日  | ラストファッションショー〜服飾に思いを込めて 山形女子専門学校〜  | 青山有紀                                    |
| 28     | 2015年2月21日  | 現代マタギ考〜我ら里山の防人なり〜                               | 小川香織                                    |
| 29     | 2015年3月21日  | 花は咲けども〜原発事故を忘れない〜                               | 松下香織                                    |
| 30     | 2015年4月18日  | 月の沢に、活気再び〜北月山荘の春〜                               | 佐伯敏光                                    |
| 31     | 2015年5月23日  | 花は咲けども〜原発事故に負けない〜                               | 松下香織                                    |
| 32     | 2015年6月20日  | ある反戦詩人の70年                                               | 青山有紀 安藤勲                             |
| 33     | 2015年7月25日  | クマと放射能〜マタギ文化に落とす影〜                             | 松下香織                                    |
| 34     | 2015年8月15日  | 夢は黒帯〜空手キッズの挑戦〜                                     | 小川香織                                    |
| 35     | 2015年9月19日  | おらんだの生きがい〜子育てママは新米パーソナリティ〜             | 佐伯敏光                                    |
| 36     | 2015年10月17日 | 漂着物がアート作品に!〜造形作家・犬飼ともさんのメッセージ〜      | 富樫薫乃さん（小学生）                      |
| 37     | 2015年11月21日 | 村駅伝〜親子の絆、地域のきずな。〜                               | 小川香織                                    |
| 38     | 2015年12月19日 | 柿色の日々〜鶴岡の女性農家〜                                     | 大木瞳美                                    |
| 39     | 2016年1月23日  | 声を失っても                                                     | 川口満里奈                                  |
| 40     | 2016年2月20日  | 花は咲けども〜原発事故から5年〜                                  | 松下香織                                    |
| 41     | 2016年3月19日  | 青春真っ只中!〜夢はタカラジェンヌ〜                              | 青山有紀                                    |
| 42     | 2016年4月16日  | 命をいただくということ                                           | 川口満里奈                                  |
| 43     | 2016年5月21日  | おしょうしな!〜山形らーめん・台湾へ〜                            | 大木瞳美                                    |
| 特別篇 | 2016年5月30日  | 若い力が未来を変えるSP                                           | 佐伯敏光                                    |
| 44     | 2016年6月18日  | オタクディレクターがゆく!やまがたアニオタ探訪                    | 武田広幸（ディレクター） 大木瞳美           |
| 45     | 2016年7月16日  | 78さい〜相撲に生きる〜                                           | 大槻桃子（秋葉小町）さん（小学生） 門田和弘 |
| 46     | 2016年9月17日  | 僕らの居酒屋プロジェクト3〜自立した若者たちはいま…〜             | 川口満里奈                                  |
| 47     | 2016年10月15日 | 結婚式でまちを元気にするプロジェクト                             | 松下香織                                    |
| 48     | 2016年11月19日 | あ!ひらめいた〜芸工大でそばづくり〜                              |                                             |
| 49     | 2016年12月17日 | 廃道巡礼〜歴史の道－万世大路－〜                                 | 大木瞳美                                    |
| 50     | 2017年2月18日  | 弾道下の村～米軍基地をめぐる記憶と現実～                         | 川口満里奈                                  |
| 51     | 2017年3月18日  | 小町、私のすもう道                                               | 大槻桃子（秋葉小町）さん（小学生）          |
| 52     | 2017年4月15日  | 伝えたい!庄内浜の魚の味～かまぼこの老舗・三代目の思い～          |                                             |